# Dzmitryj Padstrėlaŭ
Dzmitryj Aljaksandravič Padstrėlaŭ (in bielorusso Дзмітрый Аляксандравіч Падстрэлаў?; traslitterazione anglosassone: Dzmitry Alyaksandravich Padstrelaw; Mahilëŭ, 6 settembre 1998) è un calciatore bielorusso, centrocampista del Partizani Tirana.

## Caratteristiche tecniche
È un esterno destro.

## Carriera

### Club
Cresciuto nel settore giovanile del Dnjapro Mahilëŭ, ha esordito in prima squadra il 22 luglio 2015 disputando l'incontro di Vyšėjšaja Liha pareggiato 0-0 contro lo Smarhon'.

### Nazionale
Ha giocato nelle nazionali giovanili bielorusse Under-19 ed Under-21.
Il 23 febbraio 2020 ha esordito con la nazionale maggiore disputando l'amichevole vinta 1-0 contro l'Uzbekistan.

## Statistiche
Statistiche aggiornate al 17 marzo 2020.

### Presenze e reti nei club
| Stagione               | Squadra                | Campionato             | Campionato | Campionato | Coppe nazionali | Coppe nazionali | Coppe nazionali | Coppe continentali | Coppe continentali | Coppe continentali | Altre coppe | Altre coppe | Altre coppe | Totale | Totale | Totale |
| Stagione               | Squadra                | Comp                   | Pres       | Reti       | Comp            | Pres            | Reti            | Comp               | Pres               | Reti               | Comp        | Pres        | Reti        | Pres   | Reti   |        |
| ---------------------- | ---------------------- | ---------------------- | ---------- | ---------- | --------------- | --------------- | --------------- | ------------------ | ------------------ | ------------------ | ----------- | ----------- | ----------- | ------ | ------ | ------ |
| 2015                   | Dnjapro Mahilëŭ        | 1L                     | 15         | 1          | CB              | 0               | 0               |                    | -                  | -                  |             | -           | -           | 15     | 1      |        |
| 2016                   | Dnjapro Mahilëŭ        | 1L                     | 10         | 1          | CB              | 0               | 0               |                    | -                  | -                  |             | -           | -           | 10     | 1      |        |
| 2017                   | Dnjapro Mahilëŭ        | VL                     | 1          | 0          | CB              | 0               | 0               |                    | -                  | -                  |             | -           | -           | 1      | 0      |        |
| 2018                   | Dnjapro Mahilëŭ        | VL                     | 10         | 1          | CB              | 1               | 0               |                    | -                  | -                  |             | -           | -           | 11     | 1      |        |
| Totale Dnjapro Mahilëŭ | Totale Dnjapro Mahilëŭ | Totale Dnjapro Mahilëŭ | 36         | 3          |                 | 1               | 0               |                    | -                  | -                  |             | -           | -           | 37     | 3      |        |
| 2019                   | Dnjapro Mahilëŭ        | VL                     | 22+2       | 4+0        | CB              | 0               | 0               |                    | -                  | -                  |             | -           | -           | 24     | 4      |        |
| 2020                   | Šachcër Salihorsk      | VL                     | 30         | 8          | CB              | 2               | 0               |                    | -                  | -                  | SB          | 1           | 0           | 3      | 0      |        |
| Totale carriera        | Totale carriera        | Totale carriera        | 90         | 15         |                 | 3               | 0               |                    | -                  | -                  |             | 1           | 0           | 94     | 15     |        |

### Cronologia presenze e reti in nazionale
| Cronologia completa delle presenze e delle reti in nazionale ― Bielorussia | Cronologia completa delle presenze e delle reti in nazionale ― Bielorussia | Cronologia completa delle presenze e delle reti in nazionale ― Bielorussia | Cronologia completa delle presenze e delle reti in nazionale ― Bielorussia | Cronologia completa delle presenze e delle reti in nazionale ― Bielorussia | Cronologia completa delle presenze e delle reti in nazionale ― Bielorussia | Cronologia completa delle presenze e delle reti in nazionale ― Bielorussia | Cronologia completa delle presenze e delle reti in nazionale ― Bielorussia |
| Data                                                                       | Città                                                                      | In casa                                                                    | Risultato                                                                  | Ospiti                                                                     | Competizione                                                               | Reti                                                                       | Note                                                                       |
| -------------------------------------------------------------------------- | -------------------------------------------------------------------------- | -------------------------------------------------------------------------- | -------------------------------------------------------------------------- | -------------------------------------------------------------------------- | -------------------------------------------------------------------------- | -------------------------------------------------------------------------- | -------------------------------------------------------------------------- |
| 23-2-2020                                                                  | Sharja                                                                     | Uzbekistan                                                                 | 0 – 1                                                                      | Bielorussia                                                                | Amichevole                                                                 | -                                                                          | 78’                                                                        |
| 26-2-2020                                                                  | Sofia                                                                      | Bulgaria                                                                   | 0 – 1                                                                      | Bielorussia                                                                | Amichevole                                                                 | 1                                                                          |                                                                            |
| 7-9-2020                                                                   | Almaty                                                                     | Kazakistan                                                                 | 1 – 2                                                                      | Bielorussia                                                                | UEFA Nations League 2020-2021 - 1º turno                                   | -                                                                          | 80’                                                                        |
| 7-10-2020                                                                  | Tbilisi                                                                    | Georgia                                                                    | 1 – 0                                                                      | Bielorussia                                                                | Qual. Euro 2020                                                            | -                                                                          | 63’                                                                        |
| 11-10-2020                                                                 | Vilnius                                                                    | Lituania                                                                   | 2 – 2                                                                      | Bielorussia                                                                | UEFA Nations League 2020-2021 - 1º turno                                   | -                                                                          | 69’                                                                        |
| 24-3-2021                                                                  | Minsk                                                                      | Bielorussia                                                                | 1 – 1                                                                      | Honduras                                                                   | Amichevole                                                                 | -                                                                          | 82’                                                                        |
| 30-3-2021                                                                  | Lovanio                                                                    | Belgio                                                                     | 8 – 0                                                                      | Bielorussia                                                                | Qual. Mondiali 2022                                                        | -                                                                          | 46’                                                                        |
| 2-6-2021                                                                   | Minsk                                                                      | Bielorussia                                                                | 1 – 2                                                                      | Azerbaigian                                                                | Amichevole                                                                 | -                                                                          | 77’                                                                        |
| 5-9-2021                                                                   | Kazan'                                                                     | Bielorussia                                                                | 2 – 3                                                                      | Galles                                                                     | Qual. Mondiali 2022                                                        | -                                                                          | 73’                                                                        |
| 8-9-2021                                                                   | Kazan'                                                                     | Bielorussia                                                                | 0 – 1                                                                      | Galles                                                                     | Qual. Mondiali 2022                                                        | -                                                                          | 81’ 83’                                                                    |
| 26-3-2022                                                                  | Madinat 'Isa                                                               | India                                                                      | 0 – 3                                                                      | Bielorussia                                                                | Amichevole                                                                 | -                                                                          | 78’                                                                        |
| 29-3-2022                                                                  | Riffa                                                                      | Bahrein                                                                    | 0 – 1                                                                      | Bielorussia                                                                | Amichevole                                                                 | -                                                                          | 81’                                                                        |
| 13-6-2022                                                                  | Mərdəkan                                                                   | Azerbaigian                                                                | 2 – 0                                                                      | Bielorussia                                                                | UEFA Nations League 2022-2023 - 1º turno                                   | -                                                                          | 57’                                                                        |
| Totale                                                                     |                                                                            | Presenze                                                                   | 13                                                                         |                                                                            | Reti                                                                       | 1                                                                          |                                                                            |

## Palmarès

### Club

#### Competizioni nazionali
- Campionato bielorusso: 3

Šachcër Salihorsk: 2020, 2021
Dinamo Minsk: 2024
- Supercoppa di Bielorussia: 1

Šachcër Salihorsk: 2021